# Псевдолопатоніс великий
Псевдолопатоніс великий (Pseudoscaphirhynchus kaufmanni) — прісноводна риба родини осетрових. Ендемік середньої течії Амудар'ї. В даний час існують тільки дві популяції: одна в річці Вахш (притока Амудар'ї) та в середній течії Амудар'ї, в районі 500 км річки між містами Керка і Туркменабат. У море не виходить, але поодинокі екземпляри зустрічаються в солонуватих водах дельти Амудар'ї. Кінець хвостового плавця витягнутий у довгу хвостову нитку. Статева зрілість настає на 6–7-му році, після досягнення 40 см довжини. Довжина (включаючи хвостову нитку) до 75 см і вага — 2,5 кг. Нереститься у квітні при температурі 16°С. Плодючість при довжині 26–50 см (без хвостового плавця) від 3100 до 36000 ікринок. Дорослі лопатоноси живляться переважно рибою, але поїдають і комах. У 1911 р. намагалися акліматизувати лопатоноса в річку Мургаб, але риби не прижилися.